# Manongarivoreservaat
Het Manongarivoreservaat (réserve spéciale de Manongarivo) is een beschermd natuurgebied van 327,35 km² in de regio Diana in Madagaskar. Het omvat het gelijknamige bergmassief in het Noordelijk Hoogland.

## Ligging
Het reservaat heeft een oppervlakte van 32.735 hectare en ligt in vogelvlucht op 35 kilometer van Ambanja. 15 kilometer verder langs de Route nationale 6 bevindt zich de Mahamaninawaterval met een hoogte van 60 meter, omgeven door weelderige vegetatie. Twee andere watervallen van de Mirahavavyrivier liggen op 14 kilometer afstand langs de weg naar Sambirano.

## Klimaat
De gemiddelde temperatuur is 26 °C en er valt 2096 millimeter neerslag op jaarbasis met gemiddeld 121 regendagen. Het regenseizoen ligt in januari en de maanden juni tot september kunnen als droog worden bestempeld.

## Fauna
Er werden 103 vogelsoorten, 31 soorten amfibieën, 39 soorten reptielen geteld in het reservaat. Onder de meest opmerkelijke zoogdieren in het Sambiranobos zijn de lemuren de belangrijkste groep, zoals :
- Moormaki
- Microcebus sambiranensis

Endemische zangvogels :
- Fluweelasitie
- Sakalavawever

Manongarivo is ook de thuisbasis van drie endemische roofvogels :
- Madagaskarsperwer (Accipiter madagascariensis)
- Madagaskarhavik (Accipiter henstii)
- Madagaskarshikra (Accipiter francesiae)

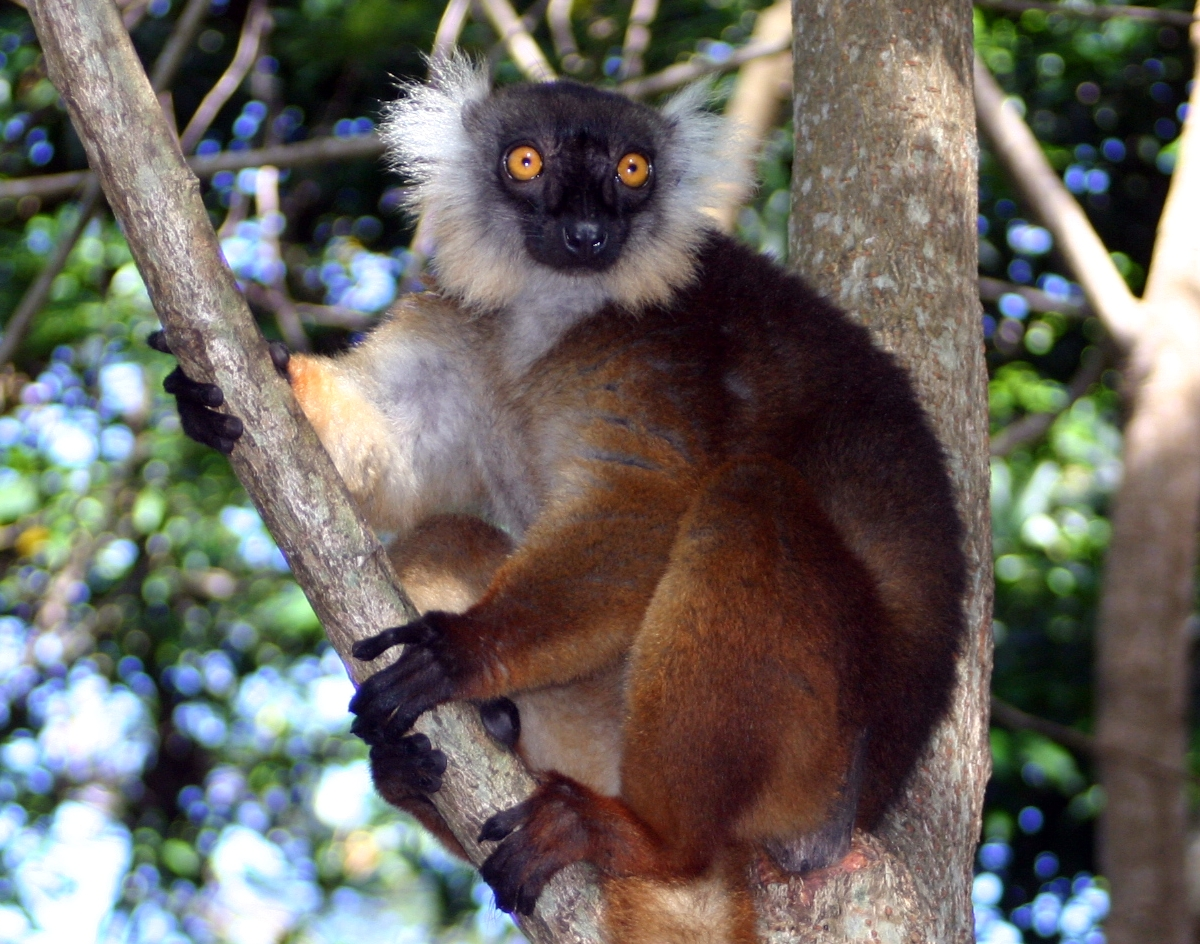
Moormaki
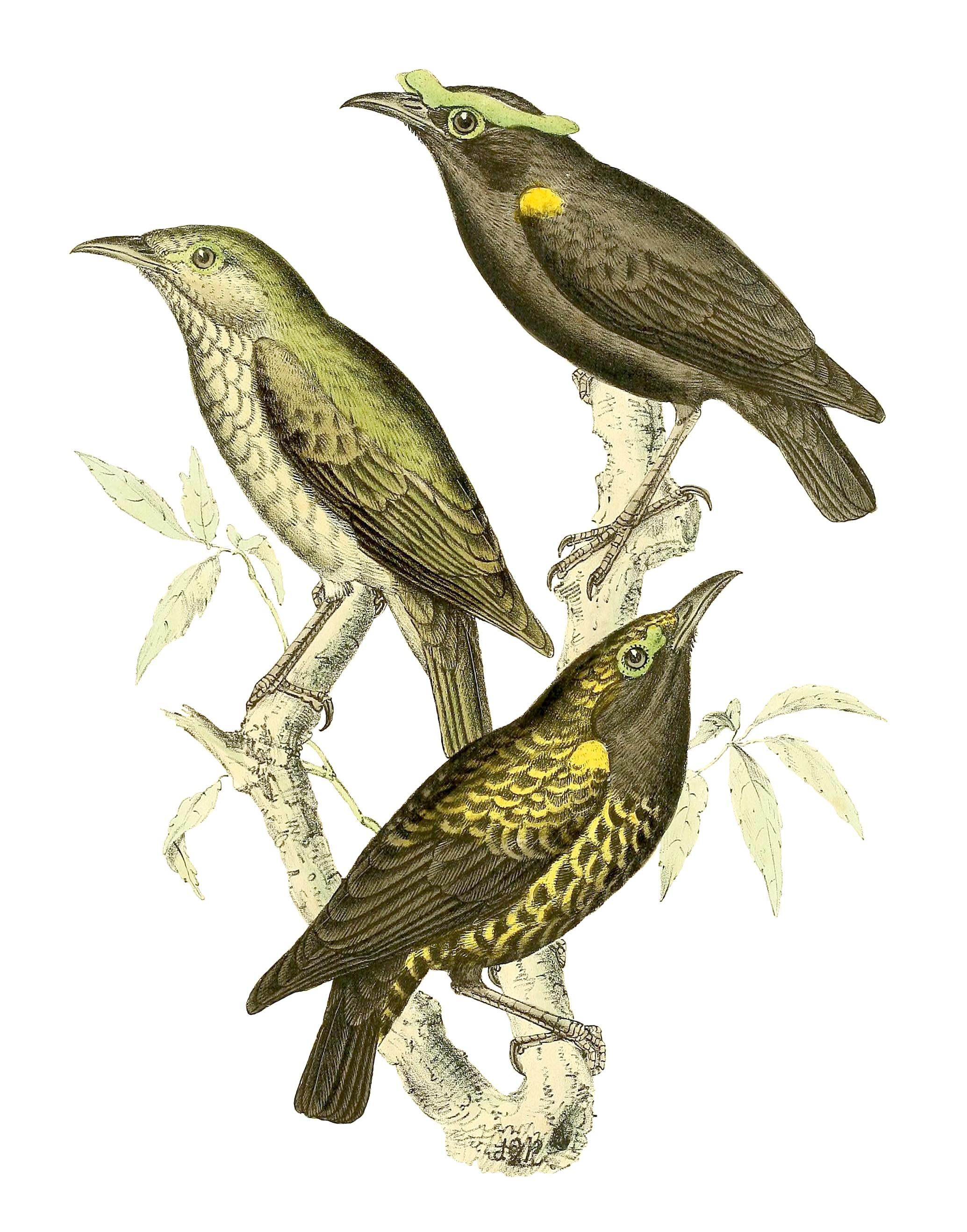
Fluweelasitie
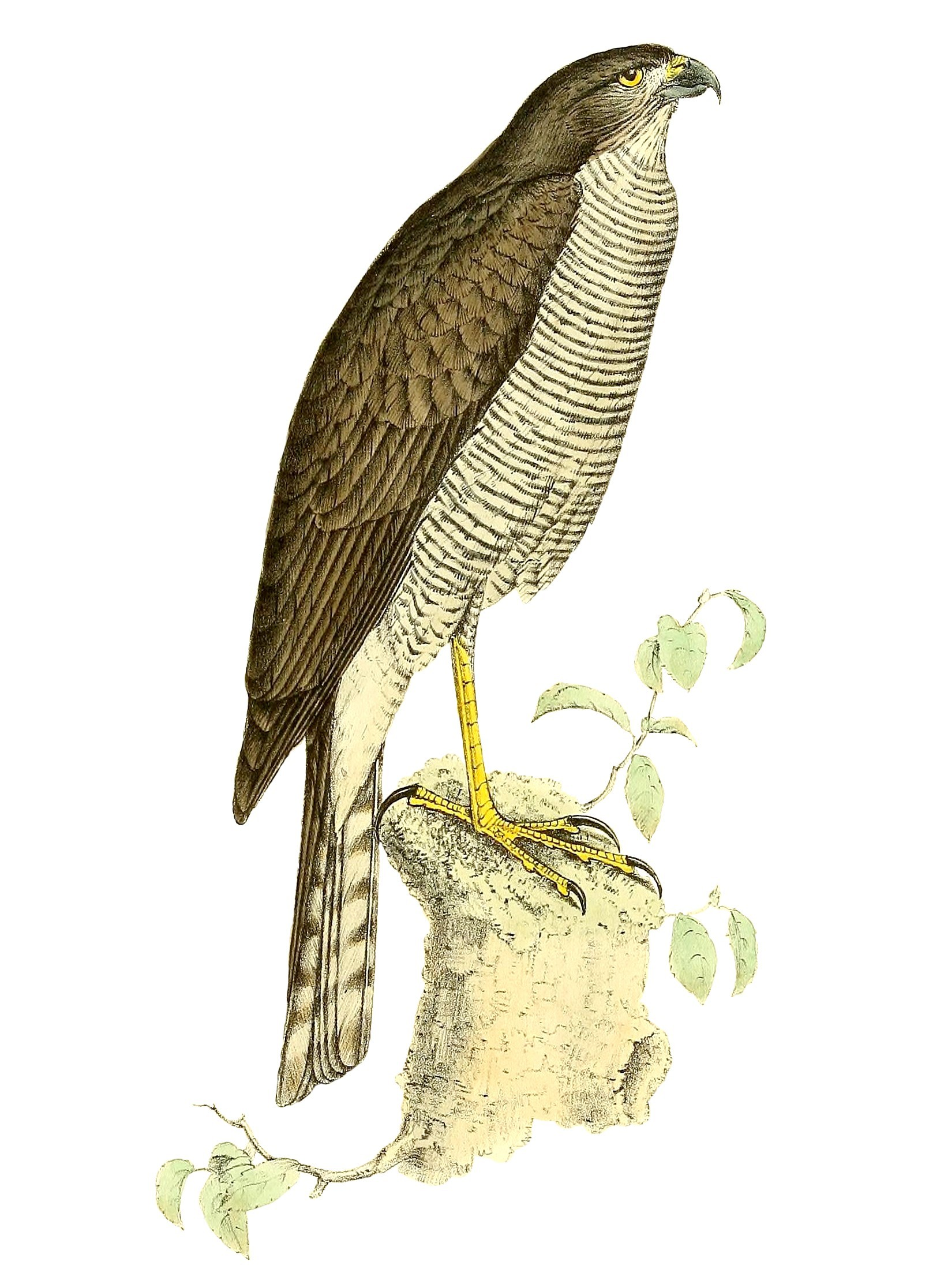
Madagaskarsperwer
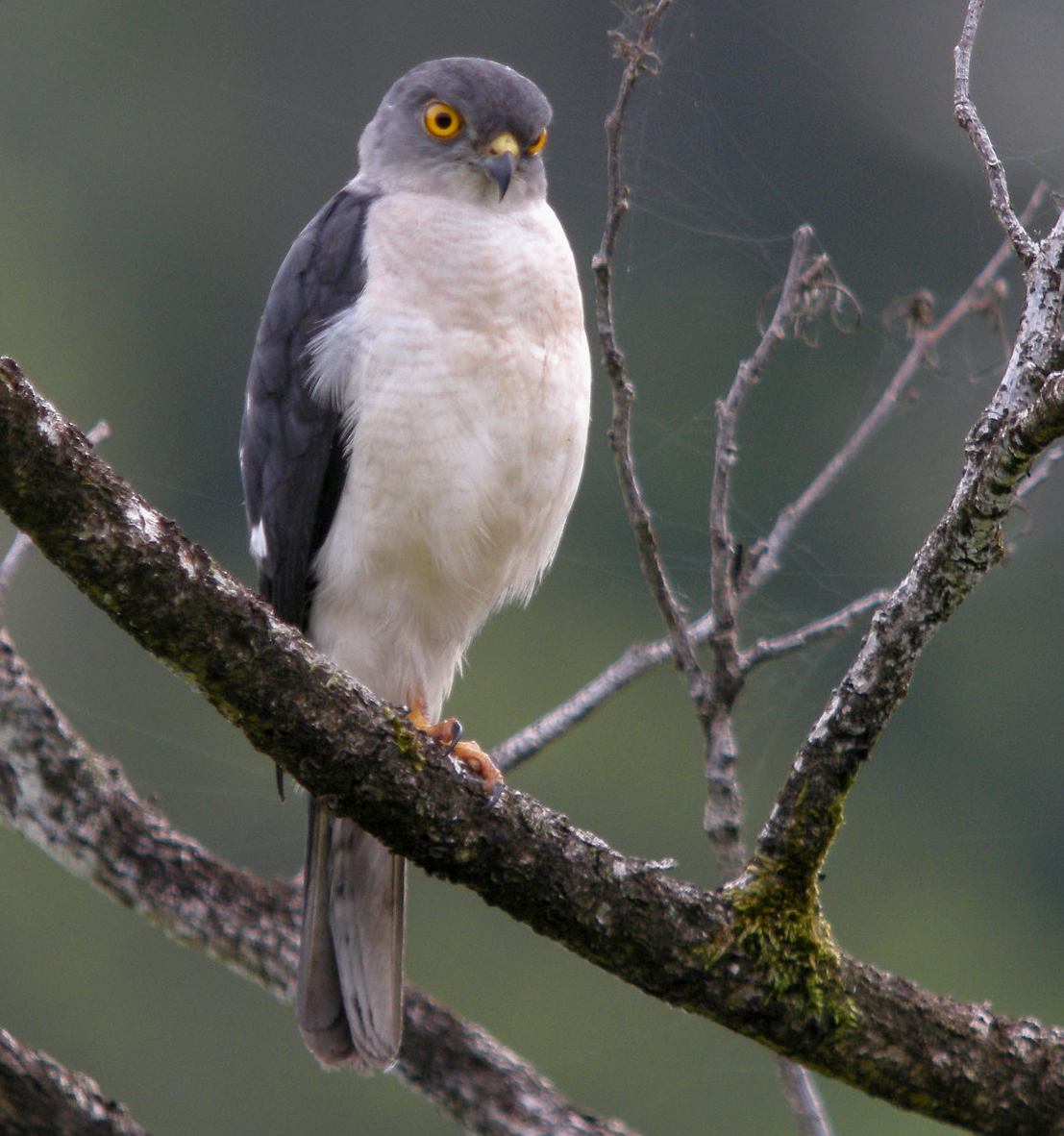
Madagaskarshikra

## Flora
Onder de 30 families werden 74 geslachten en 167 soorten gesignaleerd. Elf soorten zijn endemisch in het reservaat : 
- Bazzania descrescens
- Diplasiolejeunea cobrensis
- Drepanolejeunea geisslerae
- Microlejeunae fissistipula
- Lopholejeunea leioptera
- Plagiochila fracta
- Scistochila piligera
- Leucobryum parvulum
- Leucobryum sactae-mariae
- Ochrobryum sakalavu
- Syrrhopodon cuneifolius

Anja Community Reserve ·
Berenty-reservaat ·
Renialareservaat ·
Kirindy Forest ·
Zoölogisch park van Ivoloina